# 小花蜻蜓兰
小花蜻蜓兰（学名：Tulotis ussuriensis）为兰科蜻蜓兰属下的一个种。其种加词“ussuriensis”意为“乌苏里的”。
现接受名为东亚舌唇兰（Platanthera ussuriensis (Regel) Maxim.)。